# Paraplexaura
Paraplexaura is een geslacht van neteldieren uit de klasse van de Anthozoa (bloemdieren).

## Soorten
- Paraplexaura asper (Moroff, 1902)
- Paraplexaura cryptotheca (Nutting, 1910)
- Paraplexaura debora Grasshoff, 2000
- Paraplexaura pulchra (Nutting, 1910)
- Paraplexaura reticuloides (Nutting, 1910)